# Ликова Лідія Павлівна
Лідія Павлівна Ликова (23 березня 1913, село Павловська Нікольського повіту Вологодської губернії, тепер Вологодської області, Російська Федерація — 16 листопада 2016, місто Москва) — радянська державна діячка, заступник голови Ради міністрів Російської РФСР. Кандидат у члени ЦК КПРС у 1952—1976 роках. Член ЦК КПРС у 1976—1986 роках. Депутат Верховної Ради Російської РФСР 5—8-го скликань. Депутат Верховної Ради СРСР 9—11-го скликань. Кандидат економічних наук (1958).

## Життєпис
Народилася в багатодітній селянській родині. Закінчила семирічну школу і Нікольський педагогічний технікум.
З 1932 року працювала вчителькою школи станції Обозерська Північної (Архангельської) області, завідуючою навчальної частини фельдшерсько-акушерської школи міста Вологди.
Член ВКП(б) з 1938 року.
У 1939—1942 роках — інструктор, завідувачка сектора Вологодського обласного комітету ВКП(б).
У 1940 році закінчила заочно історичний факультет Вологодського державного педагогічного інституту.
У 1942—1943 роках — 1-й секретар Молотовського районного комітету ВКП(б) міста Вологди.
У 1943—1945 роках — 1-й секретар Сокольського міського комітету ВКП(б) Вологодської області.
У 1945—1947 роках — завідувачка організаційно-інструкторського відділу Вологодського обласного комітету ВКП(б).
У 1947—1948 роках — інспектор Управління кадрів ЦК ВКП(б), у 1948—1949 роках — інструктор ЦК ВКП(б).
У 1949—1952 роках — секретар Івановського обласного комітету ВКП(б). У 1952—1956 роках — 2-й секретар Івановського обласного комітету КПРС.
У 1956—1958 роках — аспірантка Академії суспільних наук при ЦК КПРС.
У 1958 — грудні 1961 року — 2-й секретар Смоленського обласного комітету КПРС.
12 грудня 1961 — 12 квітня 1967 року — міністр соціального забезпечення Російської РФСР.
12 квітня 1967 — 23 грудня 1985 року — заступник голови Ради міністрів Російської РФСР.
З грудня 1985 року — персональний пенсіонер союзного значення в Москві.
У 1986 році була обрана головою ради Всеросійської організації ветеранів війни і праці, потім була членом президії ради Всеросійської організації ветеранів війни і праці.
Померла 16 листопада 2016 року. Похована в Москві на Троєкуровському цвинтарі (ділянка 10).

## Нагороди і звання
- чотири ордени Леніна (22.03.1973, 22.03.1983,)
- орден Жовтневої Революції
- орден Трудового Червоного Прапора (22.03.1963)
- орден Дружби народів (22.03.1988)
- орден Дружби (Російська Федерація) (1.12.2007)
- медаль «За доблесну працю у Великій Вітчизняній війні 1941—1945 рр.» (1945)
- медаль «За трудову доблесть» (25.12.1959)
- медалі